# James Lascelles
James Edward Lascelles (5 de octubre de 1953), estilizado como El Hon. James Lascelles, es un músico británico y segundo hijo del 7.º conde de Harewood y su primera esposa,  Marion Lascelles, condesa de Harewood (nacida Marion Stein). Es sobrino segundo de Isabel II.

## Música
Cuando era joven, Lascelles tuvo lecciones de piano clásico y batería, y declara que "John Tavener le "enseñó a improvisar" haciendo duetos en un órgano de Iglesia.
Luego se interesó en el Jazz, Blues, y rock and roll.

## Global Village Trucking Company
Lascelles fue cofundador de la Global Village Trucking Company, conocido por sus fanes como "The Glob's", en los 70s. La banda vivía en una comuna en una granja antigua de Sotherton, Suffolk, y dio varios conciertos benéficos, haciéndolos una banda de conocidos músicos en directo. La banda tocó en el Greasy Truckers Live at Dingwalls Dance Hall en Dingwalls en 1973, y en noviembre de 1974 grabaron un álbum epónimo en Rockfield Studios, Monmouth.
En 1973 la BBC hizo un documental sobre Global Village Trucking Company y su vida comunal. La BBC actualizó el documental para la serie What Happened Next, estrenado en mayo de 2008, la cual incluía su primer concierto en 30 años. Esta reunión llevó a otros conciertos de Global Village en el Glastonbury 2008 y otros festivales.

## Carrera
Lascelles entonces se convirtió en músico de sesión, hasta 1980 se unió a The Breakfast Band, una banda jazz/funk, la cual lanzó dos álbumes, Dolphin Ride y Waters Edge, y un hit, "L.A. 14".
Luego se interesó en world music, grabando música tribal music en Norteamérica y México, y lanzando su propia discográfica, Tribal Music International. También comenzó a grabar su propia música, The Footsbarn Travelling Theatre Company y Tiata Fahodzi, y película. Ahora toca el teclado, para Steve Harley & Cockney Rebel y su propia banda, Talking Spirit, y trabaja con niños sin padres.
En 2011 Lascelles apareció como Mike Storey en "The Ivory Brothers".

## Vida personal
Lascelles se ha casado dos veces. Primero, el 4 de abril de 1973 en Wortham, con Frederica Ann Duhrssen (nacida el 12 se junio de 1954, Newport). Tuvieron dos hijos antea de divorciarse en 1985:
- Sophie Amber Lascelles (1 de octubre de 1973, Thorpeness) casada el 11 de junio de 2011 en Luton Hoo con Timothy Pearce. Tienen una hija, Lilianda, nacida en 2010.
- Rowan Nash Lascelles (nacido el 6 de noviembre de 1977, Sotherton).

Por segunda vez, el 4 de mayo de 1985 en Albuquerque, con Lori "Shadow" Susan Lee (29 de agosto de 1954, Albuquerque – 29 de junio de 2001). Tuvieron dos hijos:
- Tanit Lascelles (1 de julio de 1981), Santa Eulalia del Río, España.
- Tewa Ziyane Robert George Lascelles (8 de junio de 1985, Edgewood) casado con Cynthia Lascelles, nacida Ramirez, desde 2008. Tienen un hijo, Fran, nacido en 2014.

James y Lori se divorciaron en 1996.
Por tercera vez, Lascelles se casó con Joy Elias-Rilwan (nacida el 15 de junio de 1954, Nigeria), el 30 de enero de 1999. La Honorable Mrs. Lascelles es una actriz y también combata el sida. Tiene cuatro hijos suyos, y es miembro de la noble familia, Taslim Olawale Elias de Yoruba, jefes de tribu en Lagos.

## Discografía
Global Village Trucking Company
- Greasy Truckers Live at Dingwalls Dance Hall (1974)
- Global Village Trucking Company (1975) (Caroline 1516)[4]

The Breakfast Band
- Dolphin Ride
- Waters Edge

Solista
- Turn off the Lights (2004)

Mandyleigh Storm
- Fire & Snow (2008)

## Sucesión
| Precedido por: Edward Lascelles | Línea de sucesión al trono Británico 65º. | Sucesor: Rowan Lascelles |